# Мін Хті
Мін Хті (бірм. မင်းထီ; 1274 — 1374) — володар араканської держави Лемро в 1279—1374 роках. Вважається монархом, що найдовше панував серед відомих очільників держав.

## Життєпис
Походив з династії Лаунггьєт. Син Мін Білу, правителя Лемро, та Со. Народився 1274 року. У 1276 року його батька було повалено власним тестем Сітабіном I. 1279 року останнього також було повлаено внаслідок змови, внаслідок чого формальна влада перейшла до Мін Хті.
У перші роки його правління, оскільки він був надто малим, щоб приймати важливі політичні рішення, більшість з них приймалися його матір'ю та регентською радою, де перевагу набув його вуйко Ананта Бая. Завдяки вмілим діям регентів вдалося поліпшити внутрішню ситуацію, приборкати заворушення місцевої знаті. 1287 року регент скористався занепадом Паганського царства, щоб здобути повну незалежність.
З часомМмін Хті перебрав владу на себе. Більше уваги приділяв внутрішнім справам, розвитку торгівлі та судочинства. Приклад правничих переконань Мін Хті можна побачити в його указах. В одному цитується, як він писав: «Якщо син має зловживати, слід розслідувати його батька, якщо зловживати доньку, слід розслідувати її матір, якщо зловживає дружина, її чоловіка, а якщо студента їхнього вчителя слід судити». Цей тип філософії був визначальною характеристикою правління Мін Хті: він вважав, що чинники навколишнього середовища сприяють діям інших, і їх не слід ігнорувати, розглядаючи провину.
Про зовнішню політику відомостей обмаль. 1334 року скористався слабкістю Узани I, володаря царства Пінья, віднявши в того місто Тхайет. 1349 року захопив важливий порт Читтагонг, відвоювавши його в султанату Сонаргаон. У 1360-х роках успішно відбив усі вторгнення Тадомінб'ї, володаря ави.
1373 року проти нього повстала частина знаті, під час боротьби з якої він помер. Цим скористався Свасоке, новий правитель ави, що поставив на трон лемро свого протеже Сомона II.